# Holving
Holving (Duits: Holwinge in Lothringen) is een gemeente in het Franse departement Moselle (regio Grand Est). De plaats maakt deel uit van het arrondissement Sarreguemines. Holving telde op 1 januari 2022 1.265 inwoners.

## Geografie
De oppervlakte van Holving bedroeg op 1 januari 2022 10,75 vierkante kilometer; de bevolkingsdichtheid was toen 117,7 inwoners per km².

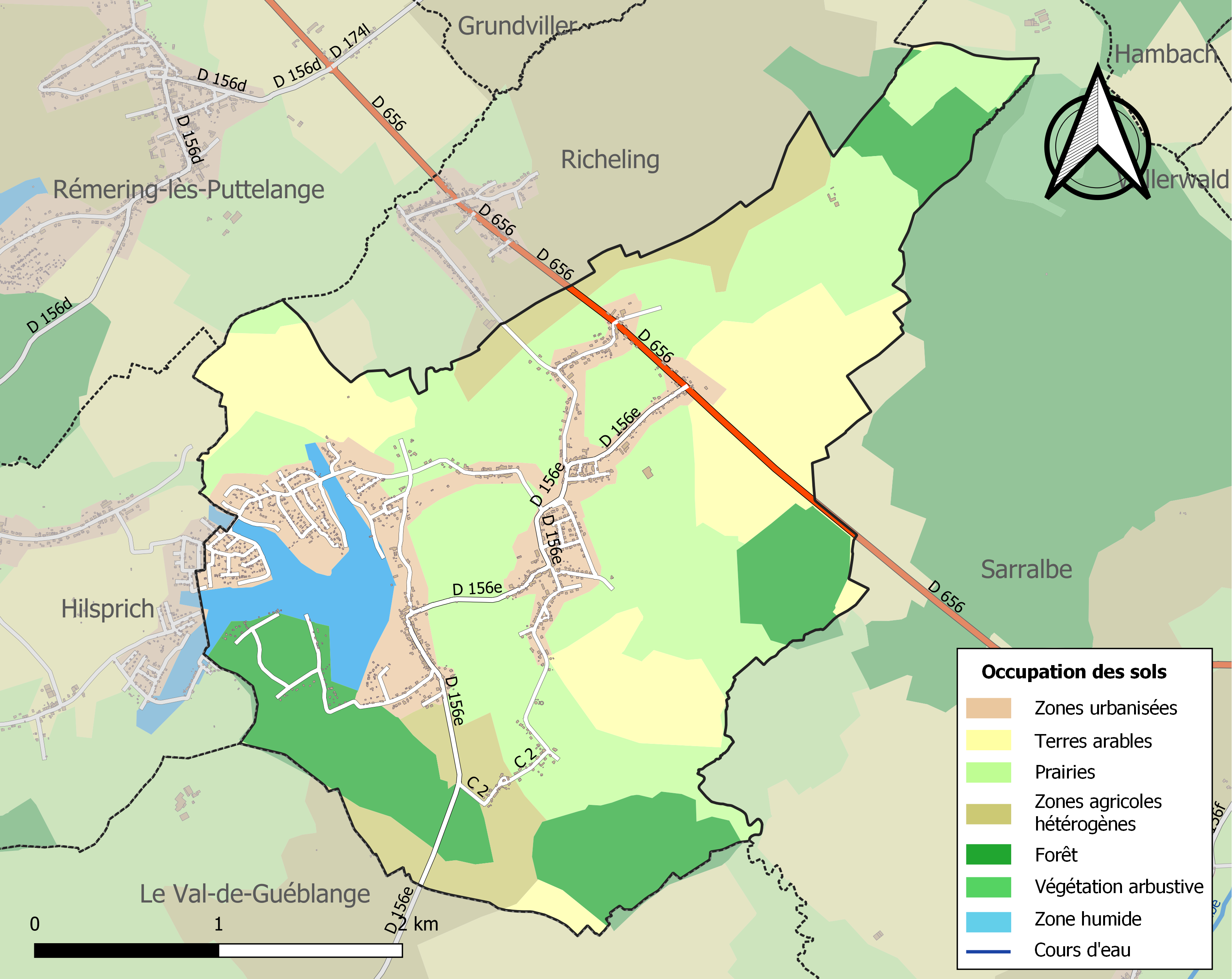
Kaart van de gemeente met de belangrijkste infrastructuur, bodemgebruik en omliggende gemeenten

## Demografie
Onderstaande figuur toont het verloop van het inwonertal (bron: INSEE-tellingen).